# عبد المالك قنايزية
اللواء قنايزية عبد المالك (1936 - 2019)، هو عسكري جزائري، سبق أن تولّى وزارة الدفاع وهو خامس رئيس أركان للجيش الجزائري. ولد يوم 20 نوفمبر 1936م بسوق أهراس، (القاعدة الشرقية)؛ وتوفي يوم الاثنين 4 فبراير 2019 بمدينة جنيف سويسرا.

## مشواره العسكري
كان ينشط كمجاهد في خلية سرية لجبهة التحرير الوطني وهو لا يزال في ريعان شبابه، حيث انضم إلى وحدة عسكرية متمركزة بألمانيا من ماي 1957 إلى أبريل 1958، وهو تاريخ التحاقه بصفوف جيش التحرير الوطني، ليتولى مهمة ضابط مدرب، ثم قائدا لوحدات قتالية في سن الـ (22)، غداة استقلال الجزائر، وبعد دورة تكوينية بالاتحاد السوفيتي سابقا وفرنسا، تولى عدة وظائف، على التوالي:
- رئيسا للأركان على مستوى النواحي العسكرية.
- قائد اللواء المدرع.
- نائبا لقائد ناحية عسكرية.
- مديرا مركزيا للإمداد.
- ثم العتاد فالصناعات العسكرية.

خلال هذه الفترة، شارك أيضا في الحرب العربية الإسرائيلية من 1973 إلى 1975، كقائد للواء المدرع في الجبهة.
بعد ترقيته إلى رتبة عميد سنة 1984، عين سنة 1985 قائدا للقوات الجوية. ومنذ سنة 1987، شغل وظيفيتين في آن واحد كقائد للقوات الجوية ونائب لرئيس أركان الجيش الوطني الشعبي إلى غاية سنة 1990.

## رئيسا لأركان الجيش الوطني الشعبي
سنة 1990 في هذه السنة عين رئيسا لأركان الجيش الوطني الشعبي ليرقى إلى رتبة لواء سنة 1991.

## مشواره الدبلوماسي
في سنة 1993، وبعد ثلاث سنوات قضاها على رأس أركان الجيش الوطني الشعبي أستفاد من حقه في التقاعد ليبدأ مساره في السلك الدبلوماسي بتعيينه سفير للجمهورية الجزائرية الديمقراطية الشعبية لدى الكونفديرالية السويسرية بالعاصمة برن إلى غاية سنة 2000.

## العودة إلى الجيش
في أول مايو 2005 عين وزيرا منتدبا لدى وزير الدفاع الوطني، تقلد السيد عبد المالك قنايزية وسام جيش التحرير الوطني، ووسام الجيش الوطني الشعبي الجزائري الشارة الثانية، وسام الإستحقاق العسكري ووسام الشرف والأثير من مصف الاستحقاق الوطني.
وعلى المستوى الدولي، تحصل السيد عبد المالك قنايزية على النجمة العسكرية التي منحها له رئيس جمهورية مصر العربية السيد أنور السادات ووسام تخليد أكتوبر 1973.
كما استلم كذلك وسام نجمة الشرف من قبل رئيس السلطة الفلسطينية، ياسر عرفات يوم 17 فبراير 1974.

## إنهاء مهام
تم إنهاء مهام عبد المالك قنايزية في (2013-09-11) من طرف رئيس الجمهورية الجزائرية عبد العزيز بوتفليقة إثر تغيير وزاري كبير شمل 11 وزيرا.

## وفاته
نشرت جريدة الخبر في الثلاثاء 05 فبراير 2019، خبر وفاته بعد مرض عضال.